# Suqian
Suqian (cinese: 宿迁; pinyin: Sùqiān) è una città-prefettura della Cina nella provincia dello Jiangsu.